# Sognefjord
De Sognefjord (Noors: Sognefjorden) is de langste fjord van Noorwegen en de derde langste ter wereld, na de Kangertittivaq in Groenland en de Greely Fiord op Ellesmere-eiland (Canada). 
Hij ligt in West-Noorwegen in de provincie Vestland, circa 72 km ten noorden van Bergen. De Sognefjord heeft diverse grote zijarmen zoals de Lustrafjord, Aurlandsfjord, Lærdalfjord en de Nærøyfjord. Ook zijn er vele kleine zijarmen, zoals de Esefjord.
De fjord is circa 204 kilometer lang en loopt tot Skjolden. Grotere plaatsen langs de fjord zijn Lavik, Høyanger, Balestrand, Hermansverk en Sogndal.
Er zijn zes ferryverbindingen om de Sognefjord over te steken: Rysjedalsvika - Rutledal, Lavik - Oppedal, Dragsvik - Vangsnes, Mannheller - Fodnes, tussen Nordeide-Måren en Ortnevik alsook tussen Gudvangen-Kaupanger en Lærdal. 

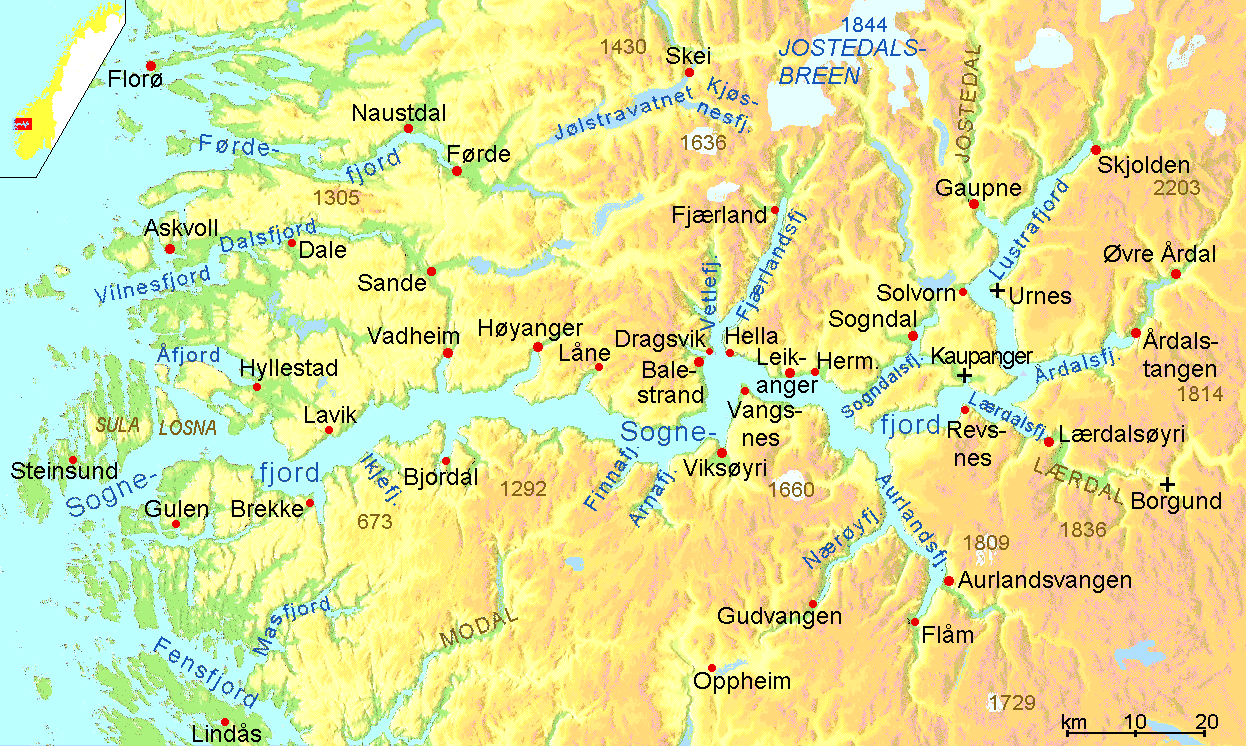
De Sognefjord; zwarte kruisen = staafkerk, blauwachtig wit = gletsjer